# Diestelbach
Der Diestelbach (auch „Diestel“ genannt) ist ein 11,3 Kilometer langer, orographisch linker Nebenfluss der Emmer im Kreis Lippe in Nordrhein-Westfalen, Deutschland.

## Verlauf
Der Diestelbach entspringt auf einer Höhe von ca. 250 m ü. NN am 426 m hohen Winterberg im Blomberger Stadtwald.
Von seiner Quelle aus fließt das Gewässer in Richtung Westen hinunter nach Blomberg. Nach Durchfließen von Blomberg wendet sich der Diestelbach dem Süden zu und nimmt südlich von Blomberg bei Borkhausen seinen ersten benannten Zufluss, den Königsbach auf. Ab dieser Stelle fließt der Diestelbach weiter in Richtung Südosten, tangiert Nessenberg und mündet westlich von Schieder auf einer Höhe von etwa 119 m ü. NN bei KM 35,2 in die Emmer.

## Zuflüsse
Der Diestelbach besitzt neben 3 unbenannten Zuflüssen zwei benannte Zuflüsse, die im Folgenden flussabwärts betrachtet aufgelistet werden:
- Duddenloch: 1,788 km langer, linker Zufluss südlich von Blomberg bei KM 4 auf 135 m ü. NN
- Königsbach: 8,755 km langer, rechter Zufluss bei KM 3,2 auf 130 m ü. NN

Der Königsbach hat bis zum Zusammenfluss mit dem Diestelbach eine größere Fließstrecke zurückgelegt und eine größere Fläche (39,726 km²) als der Diestelbach (8,1 km, 18,261 km²) entwässert. Dementsprechend müsste das Gewässer ab dieser Stelle eigentlich „Königsbach“ heißen.
Alle Längenangaben und Einzugsgebietsgrößen gemäß Landesvermessungsamt Nordrhein-Westfalen

## Wasserqualität
Der Diestelbach ist mäßig belastet und gehört der Gewässergüteklasse II an.  Belastet wird der Bach durch Abwässer der Blomberger Kläranlage und der Blomberger Holzindustrie, die über den Königsbach in den Diestelbach gelangen.